# Aerobik
Aerobik je vrsta treninga koja kombinira ritmičke aerobne vježbe s istezanjem i vježbama snage. Cilj aerobika je povećati snagu, elastičnost i kardiovaskularni kapacitet organizma. U načelu se izvodi grupno, uz glazbu i nazočnost instruktora aerobika.
Tečajevi aerobika, koji se najčešće održavaju u teretanama i fitnes centrima, podijeljeni su prema intenzitetu treninga, tako da se polaznici smještaju u različite grupe s obzirom na njihovu tjelesnu spremnost.
Aerobik je, kao način održavanja spremnosti ljudstva, prvo počelo koristiti Ratno zrakoplovstvo SAD-a, a početkom 1980-ih ga je popularizirala glumica Jane Fonda.
Danas postoji i natjecateljski vid aerobika, sportski aerobik, koji koristi zahtjevnu koreografiju, ritmičku i sportsku gimnastiku i gdje natjecatelji, slično umjetničkom klizanju, moraju izvesti određene elemente.